# L'amore dei tre re
L'amore dei tre re (título original en italiano; en español, El amor de los tres reyes) es una ópera en tres actos con música de Italo Montemezzi y libreto de Sem Benelli, basado en la obra homónima del escritor. Se estrenó en el Teatro de la Scala de Milán el 10 de abril de 1913. En España se estrenó en el Teatro Real de Madrid el 3 de marzo de 1915, representándose años más tarde en el Gran Teatro del Liceo de Barcelona el 25 de diciembre de 1930.
Esta ópera presenta numerosas similitudes con el Tristán e Isolda wagneriano. Precisamente esta incorporación de elementos wagnerianos en la ópera italiana ha sido uno de los rasgos más reconocidos de la obra de Montemezzi.	
Es una ópera poco representada; en las estadísticas de Operabase aparece con sólo 2 representaciones en el período 2005-2010, siendo sin embargo la más representada de Montemezzi.